# Dicteniophorus quadrifoveatus
Dicteniophorus quadrifoveatus là một loài bọ cánh cứng trong họ Elateridae. Loài này được Carter miêu tả khoa học năm 1939.